# Anomiopus globosus
Anomiopus globosus là một loài bọ cánh cứng trong họ Bọ hung (Scarabaeidae).